# Зёруп
Зёруп (нем. Sörup) — община в Германии, в земле Шлезвиг-Гольштейн. 
Входит в состав района Шлезвиг-Фленсбург.  Население составляет 4185 человек (на 31 декабря 2010 года). Занимает площадь 44,31 км².
Коммуна подразделяется на 11 сельских округов.